# Omaloplia pubipennis
Omaloplia pubipennis är en skalbaggsart som beskrevs av Rossner och Ahrens 2004. Omaloplia pubipennis ingår i släktet Omaloplia och familjen Melolonthidae. Inga underarter finns listade i Catalogue of Life.